# Campionato Italiano Supermoto 2009
Nel 2009 il Campionato Italiano Supermoto vede la novità della classifica internazionale a classi miste, ossia piloti della S1 e S2 (stranieri compresi) corrono insieme per una classifica indipendente da quelle dell'italiano S1/S2.
Il calendario presentato prevedeva 6 prove ma l'ultima, che sarebbe dovuta essere disputata in settembre, è stata annullata per protesta

## Gare del 2009
|   | Nome   | Località  | Data         | Note      |
| - | ------ | --------- | ------------ | --------- |
| 1 | Italia | Ottobiano | 13 aprile    |           |
| 2 | Italia | Busca     | 3 maggio     |           |
| 3 | Italia | Latina    | 17 maggio    |           |
| 4 | Italia | Viterbo   | 7 giugno     |           |
| 5 | Italia | Pomposa   | 21 giugno    |           |
| 6 | Italia | Ottobiano | 13 settembre | Annullata |

### Principali piloti iscritti nel 2009
|     | Pilota                | Team                           | Moto                    | Classe |
| --- | --------------------- | ------------------------------ | ----------------------- | ------ |
| 1   | Davide Gozzini        | TM 747 Motorsport Factory      | SMX 660 Factory         | S2     |
| 2   | Attilio Pignotti      | Kawasaki KL Nastedo            | SM 450F-R               | S1     |
| 3   | Luca Minutilli        | Aprilia PMR H2O                | SXV 550                 | S2     |
| 4   | Alberto Dall'Era      | KTM Italia Miglio Racing       | SMR 500 Factory         | S2     |
| 7   | Thomas Chareyre       | Husqvarna CH Racing            | SM 450RR Factory        | S1     |
| 8   | Adrien Chareyre       | Husqvarna CH Racing            | SM 530RR Factory        | S2     |
| 14  | Paolo Gaspardone      | Honda TDS Nuova Faor           | CRF 490                 | S2     |
| 20  | Edgardo Borella       | KTM Italia Miglio Racing       | SMR 450 Factory         | S1     |
| 30  | Ivan Lazzarini        | Honda HM Racing                | CRM 450RR               | S1     |
| 38  | Fabio Balducci        | Suzuki Lux Performance         | RM-Z 450                | S1     |
| 51  | Andrea Occhini        | TM 747 Motorsport Factory      | SMX 660 Factory         | S2     |
| 69  | Christian Ravaglia    | Aprilia Magic Bike Evolution   | VDB Replica 450 Factory | S1     |
| 73  | Luca De Angelis       | TM Bikers Racing Team          | SM 530                  | S2     |
| 77  | Jérôme Giraudo        | Honda HM Racing                | CRM 450RR               | S1     |
| 78  | Fabrizio Bartolini    | Husqvarna Pergetti Supermotard | SM 450RR                | S1     |
| 88  | Lorenzo Mariani       | TM MRC Racing                  | SMX 660                 | S2     |
| 89  | Marco Dondi           | Aprilia DP Racing              | SXV 450                 | S1     |
| 100 | Eddy Seel             | Suzuki Rigo Racing             | RM-Z 450                | S1     |
| 101 | Thierry Van Den Bosch | TM 747 Motorsport Factory      | SMX 450 Factory         | S1     |
| 113 | Alessandro Tognaccini | Aprilia V2 Racing              | MXV 497                 | S2     |
| 121 | Massimo Beltrami      | Aprilia Magic Bike Evolution   | VDB Replica 450 Factory | S1     |
| 131 | Max Verderosa         | Honda TDS Nuova Faor           | CRF 450                 | S1     |

## S1

### Classifica Italiano S1 (Top 5)
| Pos | Pilota             | Moto/Team                    | ITA 1a | ITA 1b | ITA 2a | ITA 2b | ITA 3a | ITA 3b | ITA 4a | ITA 4b | ITA 5a | ITA 5b | Punti |
| --- | ------------------ | ---------------------------- | ------ | ------ | ------ | ------ | ------ | ------ | ------ | ------ | ------ | ------ | ----- |
| 1   | Ivan Lazzarini     | Honda HM Racing              | 1      | 1      | 1      | 1      | 1      | 1      | 1      | 1      | 2      | 2      | 244   |
| 2   | Massimo Beltrami   | Aprilia Magic Bike Evolution | 2      | 2      | 4      | 5      | 3      | 5      | 3      | 4      | 5      | 8      | 181   |
| 3   | Christian Ravaglia | Aprilia Magic Bike Evolution | 3      | 5      | 6      | 3      | 2      | 2      | 7      | 5      | 13     | 3      | 173   |
| 4   | Max Verderosa      | Honda TDS Nuova Faor         | 4      | 6      | 3      | 9      | 4      | 4      | 11     | 3      | 3      | 4      | 169   |
| 5   | Fabio Balducci     | Suzuki Lux Performance       | 8      | 3      | 2      | 2      | 5      | rit.   | 2      | 2      | 1      | rit.   | 162   |
| Pos | Pilota             | Moto                         | ITA 1a | ITA 1b | ITA 2a | ITA 2b | ITA 3a | ITA 3b | ITA 4a | ITA 4b | ITA 5a | ITA 5b | Punti |

## S2

### Classifica Italiano S2 (Top 5)
| Pos | Pilota           | Moto/Team                 | ITA 1a | ITA 1b | ITA 2a | ITA 2b | ITA 3a | ITA 3b | ITA 4a | ITA 4b | ITA 5a | ITA 5b | Punti |
| --- | ---------------- | ------------------------- | ------ | ------ | ------ | ------ | ------ | ------ | ------ | ------ | ------ | ------ | ----- |
| 1   | Davide Gozzini   | TM 747 Motorsport Factory | 1      | 1      | 1      | 1      | 1      | 1      | 1      | 1      | 2      | 1      | 247   |
| 2   | Lorenzo Mariani  | TM MRC Racing             | 2      | 2      | 8      | 7      | 3      | 4      | 2      | 2      | 7      | 3      | 187   |
| 3   | Paolo Gaspardone | Honda TDS Nuova Faor      | 4      | 4      | 13     | 6      | 4      | 5      | 3      | 6      | 1      | 2      | 175   |
| 4   | Ryan Sconfietti  | Honda TDS Nuova Faor      | 13     | 12     | 4      | 5      | 6      | 6      | 8      | 4      | 6      | 8      | 140   |
| 5   | Alberto Dall'Era | KTM Italia Miglio Racing  | 5      | 5      | 6      | 4      |        |        | 6      | 3      | 3      | 5      | 136   |
| Pos | Pilota           | Moto                      | ITA 1a | ITA 1b | ITA 2a | ITA 2b | ITA 3a | ITA 3b | ITA 4a | ITA 4b | ITA 5a | ITA 5b | Punti |

## Classifica Internazionale d'Italia (Top 12)
| Pos | Pilota                | Moto/Team                    | ITA 1 | ITA 2 | ITA 3 | ITA 4 | ITA 5 | Punti |
| --- | --------------------- | ---------------------------- | ----- | ----- | ----- | ----- | ----- | ----- |
| 1   | Ivan Lazzarini        | Honda HM Racing              | 2     | 4     | 4     | 2     | 1     | 170   |
| 2   | Thierry Van Den Bosch | TM 747 Motorsport Factory    | 9     | 14    | 1     | 1     | 4     | 153   |
| 3   | Adrien Chareyre       | Husqvarna CH Racing          | 1     | 2     | 23    | 3     | 3     | 149   |
| 4   | Davide Gozzini        | TM 747 Motorsport Factory    | 4     | 3     | 2     | 23    | 2     | 142   |
| 5   | Paolo Gaspardone      | Honda TDS Nuova Faor         | 12    | 11    | 8     | 4     | 6     | 125   |
| 6   | Massimo Beltrami      | Aprilia Magic Bike Evolution | 13    | 8     | 11    | 7     | 16    | 110   |
| 7   | Christian Ravaglia    | Aprilia Magic Bike Evolution | 6     | rit.  | 5     | 5     | 7     | 109   |
| 8   | Lorenzo Mariani       | TM MRC Racing                | 18    | 16    | 7     | 8     | 9     | 107   |
| 9   | Eddy Seel             | Suzuki Rigo Racing           | 16    | 6     | 12    | 13    | 24    | 94    |
| 10  | Edgardo Borella       | KTM Italia Miglio Racing     | 7     | 25    | 9     | 20    | 13    | 91    |
| 11  | Jérôme Giraudo        | Honda HM Racing              | 15    | 19    | 19    | 9     | 14    | 89    |
| 12  | Fabio Balducci        | Suzuki Lux Performance       | 5     | 5     | rit.  | 11    | 25    | 86    |
| Pos | Pilota                | Moto                         | ITA 1 | ITA 2 | ITA 3 | ITA 4 | ITA 5 | Punti |